# Mistrzostwa Europy w Lekkoatletyce 1986 – siedmiobój kobiet

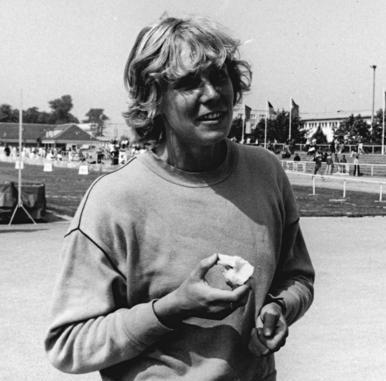
Anke Behmer

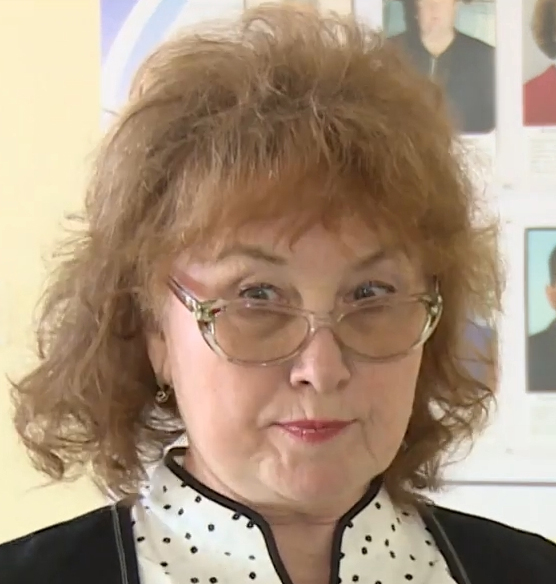
Natalja Szubienkowa

Siedmiobój kobiet był jedną z konkurencji rozgrywanych podczas XIV mistrzostw Europy w Stuttgarcie. Został rozegrany 29 i 30 sierpnia 1986 roku. Po raz pierwszy stosowano punktację według tabel wprowadzonych w 1985. Zwyciężczynią tej konkurencji została reprezentantka Niemieckiej Republiki Demokratycznej Anke Behmer. W rywalizacji wzięło udział dziewiętnaście zawodniczek z jedenastu reprezentacji.

## Rekordy
| Rekord świata     | Jackie Joyner (USA)  | 7158        | Houston, Stany Zjednoczone | 01.–02.08.1986 |
| Rekord Europy     | Sabine Paetz (GDR)   | 6946 (6867) | Poczdam, NRD               | 05.–06.05.1984 |
| Rekord mistrzostw | Ramona Neubert (GDR) | 6664 (6622) | Ateny, Grecja              | 09.–10.09.1982 |

## Wyniki
| Poz. | Zawodniczka           | Punkty | 100 m ppł | Wzwyż  | Kula    | 200 m   | W dal    | Oszczep | 800 m   |
| ---- | --------------------- | ------ | --------- | ------ | ------- | ------- | -------- | ------- | ------- |
| 1    | Anke Behmer           | 6717   | 13,25 s   | 1,77 m | 14,50 m | 23,46 s | 6,79 m   | 40,24 m | 2:03,96 |
| 2    | Natalja Szubienkowa   | 6645   | 13,33 s   | 1,80 m | 13,68 m | 23,92 s | 6,54 m w | 44,98 m | 2:04,40 |
| 3    | Judy Simpson          | 6623   | 13,05 s   | 1,92 m | 14,73 m | 25,09 s | 6,56 m w | 40,92 m | 2:11,70 |
| 4    | Birgit Dressel        | 6487   | 13,56 s   | 1,92 m | 14,12 m | 24,68 s | 6,28 m   | 45,70 m | 2:15,78 |
| 5    | Marianna Maslennikowa | 6396   | 13,43 s   | 1,86 m | 13,35 m | 24,50 s | 6,46 m   | 38,22 m | 2:09,58 |
| 6    | Małgorzata Nowak      | 6352   | 13,39 s   | 1,80 m | 16,39 m | 24,52 s | 6,12 m   | 41,90 m | 2:19,36 |
| 7    | Valda Ruškytė         | 6331   | 13,51 s   | 1,77 m | 14,58 m | 25,64 s | 6,36 m w | 46,46 m | 2:12,76 |
| 8    | Chantal Beaugeant     | 6221   | 13,72 s   | 1,83 m | 12,29 m | 24,89 s | 6,12 m   | 46,26 m | 2:12,06 |
| 9    | Kim Hagger            | 6173   | 13,38 s   | 1,83 m | 12,23 m | 24,61 s | 6,70 m   | 36,60 m | 2:20,55 |
| 10   | Emilia Dimitrowa      | 6105   | 13,88 s   | 1,71 m | 13,29 m | 23,42 s | 6,01 m   | 39,38 m | 2:10,93 |
| 11   | Tineke Hidding        | 5966   | 13,78 s   | 1,68 m | 13,62 m | 24,25 s | 6,23 m   | 35,54 m | 2:14,73 |
| 12   | Nadine Debois         | 5956   | 14,27 s   | 1,77 m | 12,61 m | 24,59 s | 6,43 m   | 29,76 m | 2:08,52 |
| 13   | Liliane Menissier     | 5699   | 13,98 s   | 1,80 m | 11,80 m | 25,31 s | 5,90 m w | 37,44 m | 2:22,04 |
| 14   | Joanne Mulliner       | 5564   | 14,33 s   | 1,74 m | 13,21 m | 24,91 s | 6,11 m w | 27,40 m | 2:23,01 |
| –    | Rita Heggli           | DNF    | 13,34 s   | 1,68 m | 10,30 m | 25,12 s | NM       | 39,14 m | DNS     |
| –    | Yvonne Hasler         | DNF    | 14,74 s   | 1,59 m | 10,40 m | 25,38 s | 5,49 m w | DNS     | –       |
| –    | Corinne Schneider     | DNF    | 14,13 s   | 1,80 m | 11,56 m | DNS     | –        | –       | –       |
| –    | Birgit Clarius        | DNF    | 16,47 s   | 1,77 m | 14,41 m | DNS     | –        | –       | –       |
| –    | Eva Karblom           | DNF    | 14,40 s   | 1,68 m | DNS     | –       | –        | –       | –       |